# Defense Advanced Research Projects Agency
Defense Advanced Research Projects Agency (DARPA; svensk förkortning Darpa) är en amerikansk federal myndighet som sorterar under USA:s försvarsdepartement. Darpas uppdrag är att bedriva och finansiera forskning i syfte att utveckla teknologi för militära ändamål.
Myndighetens ursprungliga namn var Advanced Research Projects Agency (Arpa), ett namn som byttes till Darpa (D för defense) 23 mars 1972, tillbaka till Arpa igen 22 februari 1993 och tillbaka till Darpa ännu en gång 11 mars 1996.
Organisationen har sedan 1968 ett nära samarbete med några universitet, där man beställer och finansierar forskning.  
Anslag ges huvudsakligen till Carnegie-Mellon University, Harvard University, MIT, Stanford University, University of California, Berkeley, UCLA, UCSB, University of Illinois at Urbana-Champaign samt University of Utah.
Det långa samarbetet mellan Darpa och universiteten avbröts delvis under Bush-administrationen (2002–2009).
Detta som ett resultat av större sekretess samt en ny inriktning, att bygga ett omfattande övervakningssystem för internet, med målet att övervaka och hitta terrorister. John Poindexter utsågs som ansvarig över Information Awareness Office. Senare har ansträngningar gjorts att återskapa de band som har funnits mellan Darpa och universiteten.

## Bakgrund
Darpa skapades under kalla kriget som en reaktion på Sovjetunionens rymdprogram Sputnik. Syfte var att skapa en myndighet som kunde bedriva forskning med fokus på den amerikanska militärens framtida och långsiktiga behov. En omtalad produkt av myndighetens forskning är Arpanet, ett distribuerat nätverk av datorer vars idéer till stor del ligger till grund för dagens internet.